# 배터시

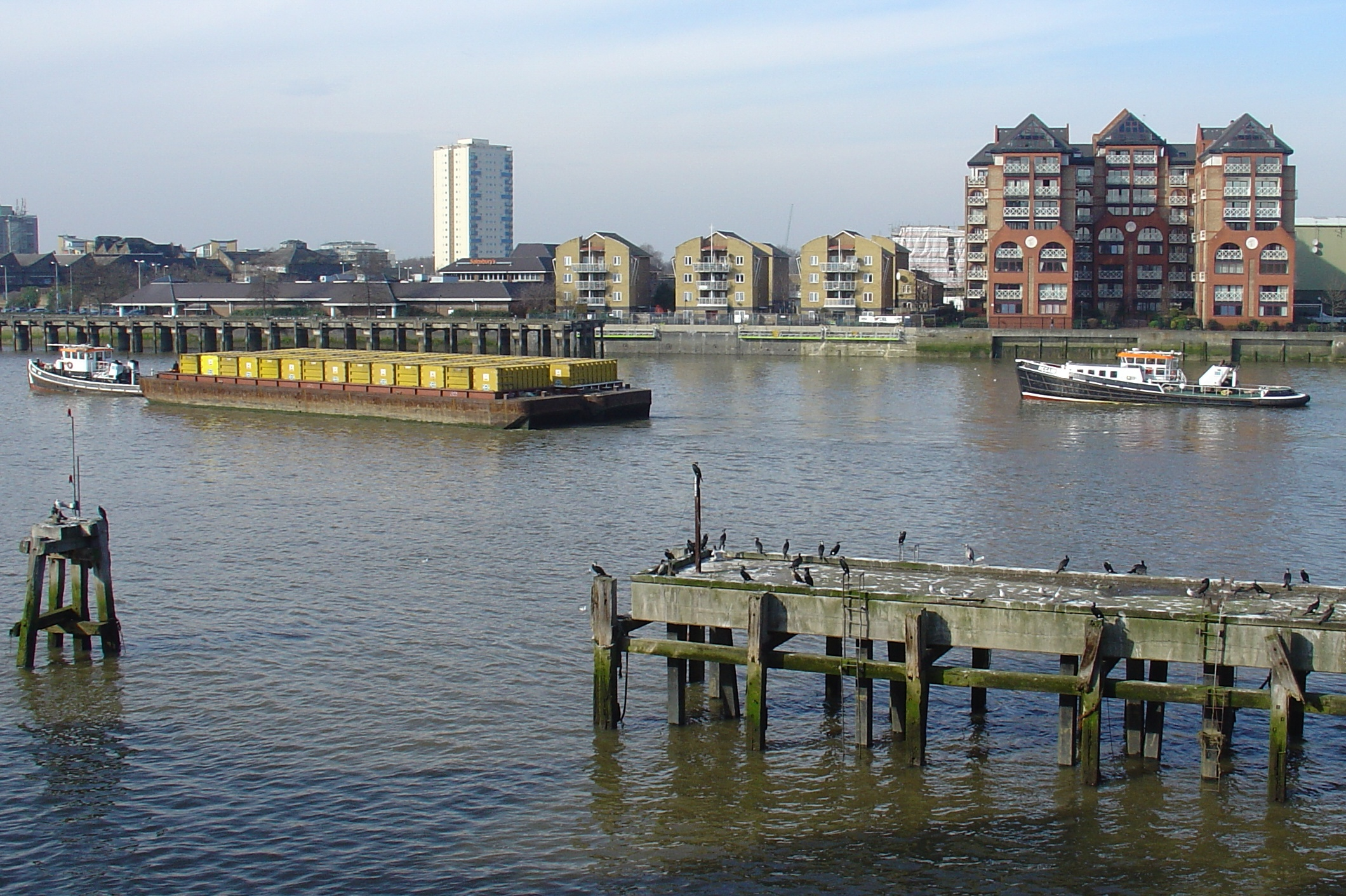
배터시

배터시(Battersea)는 런던의 한 지역으로, 인구는 2001년 조사 기준 75,651명이다. 런던 남동부의 주요 공원 중 하나인 배터시 공원이 있다.